# Моства
Моства́ (укр. Моства́, бел. Маства́), в верхнем и среднем течении Льва — река в Ровненской области Украины и в Столинском районе Брестской области Белоруссии, левый приток реки Ствига.

## Гидрология и гидрография
Длина реки — 172 км, площадь водосборного бассейна — 2400 км². Среднегодовой расход воды в районе устья — 10,1 м³/с. Общее падение реки 64 м. Средний наклон водной поверхности 0,37 м/км, в Белоруссии 0,01 м/км. Рельеф верхней части холмистый, на остальной территории плоский. Грунты песчаные и супесчаные, в понижениях торфяные. Леса (53 % территории) смешанные, распространены по всему бассейну. Начинается в Сарненском районе на высоте 190 м над уровнем моря. Течёт по низменности Припятское Полесье, устье около деревни Коротичи Столинского района. Берёт своё начало у села Боровое. Длина в пределах Беларуси — 80 км, а площадь её водосбора — 800 км². Основные притоки справа — Гнойница (на Украине), Мышанка и Лесовая Речка (в Беларуси). Долина невыразительная, в верхнем течении местами трапециевидная, в нижнем наблюдаются переливы паводковых вод из бассейна Горыни. Пойма двусторонняя (ширина 0,3-5 км), в основном заболочена, укрыта кустарником, луговой растительностью, местами лесом. В нижнем течении пересечена многочисленными заросшими озёрами-старицами (Туховое и др.). Русло умеренно извилистое, разветвлённое, в нижнем течении канализированное, множество низких затопляемых островов. Берега крутые, местами обрывистые, торфянистые, иногда песчаные.
Название Моства происходит от фин. musta «чёрный» (река течёт по болотам).